# فرناندو غاليغو
فرناندو غاليغو (بالإسبانية: Fernando Gallego)‏ هو رسام إسباني، ولد في 1440 في سلامنكا في إسبانيا، وتوفي بنفس المكان في 1507.